# Fissuroderes higginsi
Fissuroderes higginsi är en djurart som tillhör fylumet pansarmaskar, och som beskrevs av Birger Neuhaus och Blasche 2006. Fissuroderes higginsi ingår i släktet Fissuroderes och familjen Echinoderidae. Inga underarter finns listade i Catalogue of Life.